# Lukas Kelly-Heald
Lukas Kelly-Heald, né le 18 mars 2005 à Wellington en Nouvelle-Zélande est un footballeur international néo-zélandais qui joue au poste d'arrière gauche au Wellington Phoenix.

## Biographie

### En club
Né à Wellington en Nouvelle-Zélande, Lukas Kelly-Heald joue à Island Bay United puis au North Wellington AFC avant de rejoindre le Wellington Phoenix.
Le 6 juillet 2023, Kelly-Heald prolonge son contrat avec le Wellington Phoenix, étant désormais lié au club jusqu'en juin 2027.
Kelly-Heald joue son premier match avec l'équipe première de Wellington Phoenix le 4 août 2023, face au Peninsula Power FC (en) en coupe d'Australie. Il est titularisé et son équipe l'emporte par un deux buts à un après prolongations.

### En sélection
Lukas Kelly-Heald est convoqué pour la première fois avec l'équipe nationale de Nouvelle-Zélande en mars 2024 mais ne joue aucun match lors de ce rassemblement.
Kelly-Heald est retenu dans la liste du sélectionneur Darren Bazeley afin de participer à la Coupe d'Océanie en 2024. Il honore sa première sélection durant cette compétition, lors du premier match le 18 juin 2024 face aux Îles Salomon. Il entre en jeu à la place de Tim Payne et son équipe s'impose par trois buts à zéro.

## Vie privée
Lukas Kelly-Heald a un frère jumeau prénommé Alby. Avant de devenir footballeur professionnel il a notamment travaillé dans le cinéma Empire à Island Bay, dans la banlieue de Wellington, où il vendait des glaces et du pop-corn. Il est supporter de  Wellington Phoenix depuis son plus jeune âge mais apprécie également Manchester United.

## Palmarès
Nouvelle-Zélande
- Coupe d'Océanie (1) :
  - Vainqueur : 2024.